# Paramastax
Paramastax is een geslacht van rechtvleugeligen uit de familie Eumastacidae. De wetenschappelijke naam van dit geslacht is voor het eerst geldig gepubliceerd in 1899 door Burr.

## Soorten
Het geslacht Paramastax omvat de volgende soorten:
- Paramastax alba Porras, 2011
- Paramastax annulipes Hebard, 1924
- Paramastax aprilei Descamps, 1971
- Paramastax cordillerae Saussure, 1903
- Paramastax duquei Descamps, 1971
- Paramastax exigai Descamps, 1971
- Paramastax flavovittata Descamps, 1973
- Paramastax hirsutum Porras, 2011
- Paramastax lingulata Descamps, 1973
- Paramastax mariaetheresiae Descamps, 1971
- Paramastax montealegre Porras, 2011
- Paramastax mutilata Serville, 1838
- Paramastax nigra Scudder, 1875
- Paramastax poecilosoma Hebard, 1923
- Paramastax pusilla Descamps, 1979
- Paramastax rosenbergi Burr, 1899